# Морска коприна
Морската коприна (среща се и като висон  е фина тъкан с бял или златист цвят. Съставът и е спорен и според различните автори е съставена от лен, памук и от белтъчната нишка отделяна от някои видове мекотели. От морска коприна са изготвяни дрехи за първосвещеници, царе, фараони, висши римски аристократи. В морска коприна са покривани мумиите на фараоните. Нишките на морската коприна са добивани в Средиземноморието от крайбрежната зона в местата където мидите са се прикрепвали за дъното на морето и най-вече мидата Pinna nobilis. Една мида произвежда нишка с тегло от едва 1 – 2 грама.